# Kawa Garmeyani
Kawa Mohamed Ahmed Garmeyani (kurdiska:کاوە محمد ئەحمەد گەرمیانی, arabiska:كاوه محمد أحمد كرمياني),född i 1981 i Kalar, död 5 december 2013 i samma stad, var en kurdisk journalist.